# Taras. Rückkehr
Taras. Rückkehr (Originaltitel: ukrainisch Тарас. Повернення Taras. Powernennja) ist ein ukrainisches historisches und biographisches Drama aus dem Jahr 2019. Der Film beruht auf einem Lebensabschnitt des ukrainischen Schriftstellers Taras Schewtschenko.

## Handlung
Der Film spielt in der Festung Nowopetrowskoje in der Kasachischen Steppe im Jahr 1857. Der ukrainische Maler und Dichter Taras Schewtschenko, der hier sein Exil in der russischen Armee verbringt, erfährt von Freunden, dass Zar Alexander II. ihn begnadigt hat, was seine Vorgesetzten ihm jedoch verschweigen. Außerdem kommt ein Geheimagent aus Sankt Petersburg an, der alles unternimmt, um ihn für immer dort zu halten.

## Produktion
Die Idee des Films stammt vom ukrainischen Schriftsteller, Schauspieler, Drehbuchautor und Filmregisseur Oleksandr Denyssenko, der 2012 das Drehbuch zum Film schrieb. Die Dreharbeiten zum vom Odessa Film Studio Insight Media mit einem Budget von 44,11 Millionen UAH produzierten Film begannen 2016 und waren Ende 2017 abgeschlossen. Die Regie führte Oleksandr Denyssenko. Die Drehorte lagen an verschiedenen Stätten in der ukrainischen Oblast Odessa und in Kasachstan.
Die Premiere fand an Schewtschenkos 205. Geburtstag, am 9. März 2019, im Nationalen Taras-Schewtschenko-Museum in Kiew statt. Ab dem 24. September 2020 wird der Film in der Ukraine in den Kinos zu sehen sein.